# Men hör du kära Marta, som springer ut och in
Men hör du kära Marta, som springer ut och in är en psalmtext av predikanten och psalmförfattaren Emil Gustafson. Texten har titeln "En bild från hvardagslifvet" med underrubriken "Solsken i hemmet". Den publicerades i Gustafsons egen psalmbok Hjärtesånger 1895. Psalmen har fem 8-radiga verser. Gustafson valde bibelcitatet Ett är nödvändigt ur Lukasevangeliet 10:38-42 för denna psalm. Den sjöngs till samma melodi som psalm nummer 237 Oh, vilken fröjd och lycka i Herde-Rösten 1892

## Publicerad i
- Herde-Rösten 1892 som nr 399 under rubriken Helgelse med titeln Marta
- Hjärtesånger 1895 som nr 226 under rubriken Blandade sånger med titeln En bild från hvardagslifvet.